# Miconia oblongifolia
Miconia oblongifolia är en tvåhjärtbladig växtart som beskrevs av Célestin Alfred Cogniaux. Miconia oblongifolia ingår i släktet Miconia och familjen Melastomataceae. Inga underarter finns listade i Catalogue of Life.